# Philip Stehle
Philip McL. Stehle (* 3. März 1919; † 29. April 2013 in Oakmont, Pennsylvania) war ein amerikanischer Physiker, der unter der Leitung von Robert Oppenheimer im Manhattan-Projekt mitarbeitete.

## Leben
Philip Stehle wuchs in Montreal auf, wo sein Vater Raymond L. Stehle Professor für Pharmakologie und Bibliothekar an der McGill University war. 1936 ging er für ein Studium an die University of Michigan in den USA. Dort lernte er die Künstlerin Evelyn Hoole aus Bronxville, New York, kennen. Sie heirateten 1942 und hatten drei Kinder. 1940 erwarb er seinen Bachelor-Abschluss an der University of Michigan, anschließend promovierte er an der Princeton University. Während des Zweiten Weltkriegs diente er als Spezialist in der Armee, wo er als theoretischer Physiker am Manhattan-Projekt beteiligt war.
In seiner Freizeit fertigte er Möbel für Familie und Freunde an, während seine Frau Evelyn Malerin wurde. Als Skifahrer und Squash-Spieler war er unter seinen Kollegen für seine Sportlichkeit bekannt.
Seine Frau Evelyn starb 2012, er verstarb 2013 an einer Lungenentzündung.

## Wirken
Nach seiner Entlassung aus der Armee lehrte er ein Jahr an der Harvard University und wechselte dann an die University of Pittsburgh. Dort war er von 1947 bis zu seiner Emeritierung 1989 Mitglied des Fachbereichs Physik und Astronomie und fungierte zweimal als dessen Leiter.
Außerdem war er dreimal (1959, 1965, 1985) Fulbright-Professor an der Universität Innsbruck. Er soll dazu beigetragen haben, dass die Universität Forschung im Bereich Quantenoptik etabliert hat, wofür Stehle 2003 die Ehrendoktorwürde verliehen wurde. Nobelpreisträger Anton Zeilinger hat später wichtige Teile seiner ausgezeichneten Arbeiten im Bereich Quantenoptik in Innsbruck durchgeführt.
Er ist Autor von drei Physik-Büchern und einer Geschichte der Physik zu Beginn des zwanzigsten Jahrhunderts.

## Bücher
- Classical Mechanics. Dover Publications 1974, ISBN 978-0-486-68063-7
- Order, Chaos, Order: The Transition from Classical to Quantum Physics. Oxford University Press, New York 1994, ISBN 978-0-19-508473-3
- Solutions manual to accompany Physics: The behavior of particles. Harper & Row, 1971, ISBN 978-0-06-366411-1
- Physics: the behavior of particles. Harper’s Physics Series. Harper & Row 1971, ISBN 978-0-06-046411-0
- Quantum Mechanics. Ishi Press 2020, ISBN 978-4-87187-110-5
- From Classical to Quantum Physics. Dover Books 2016, ISBN 978-0-486-80667-9